# Pannus

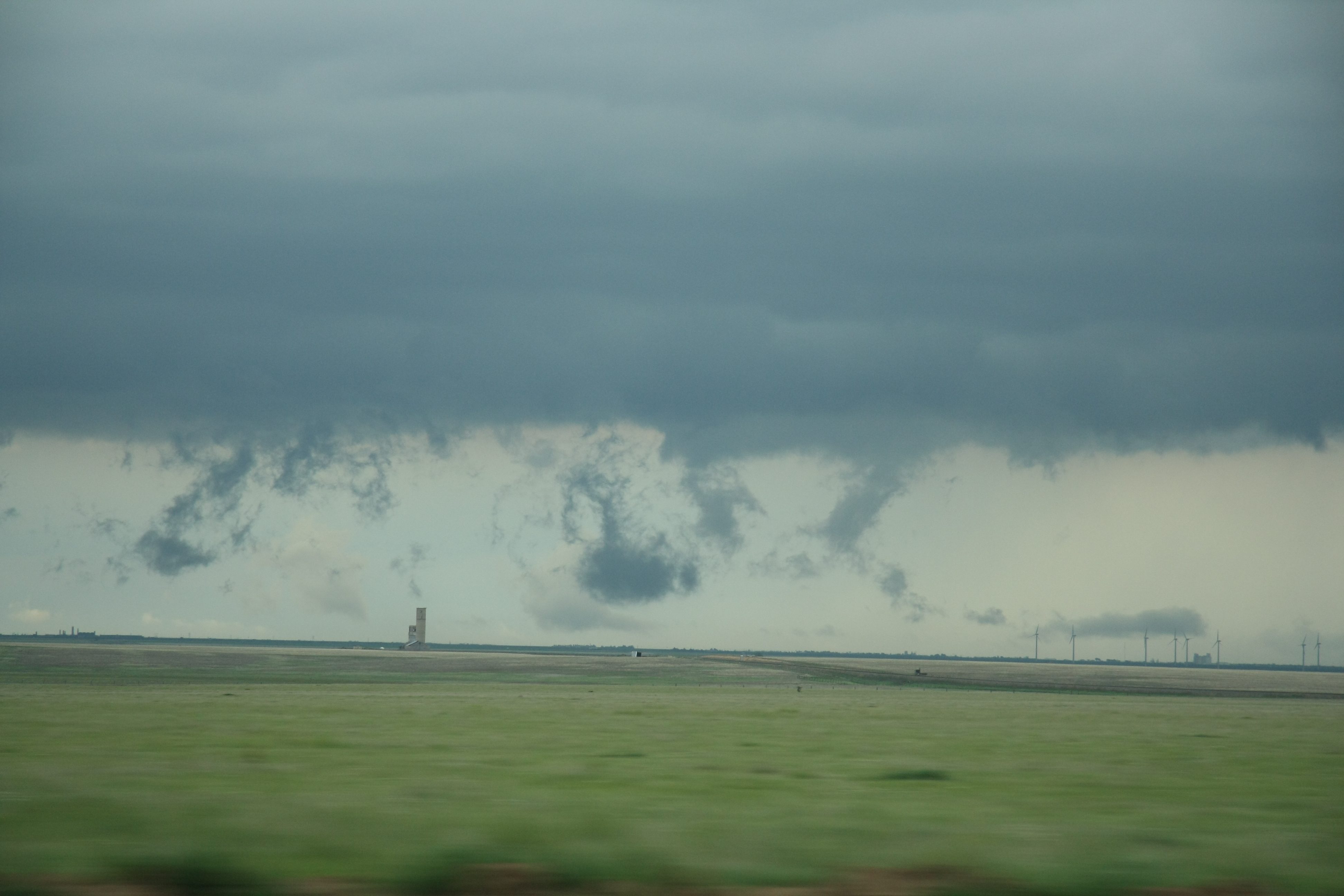
Strzępy pannus widoczne poniżej podstawy chmury Cumulonimbus

Pannus (pan) (łac. kawał sukna, płat, łachman, gruby płaszcz) – strzępy chmur(y) Stratus fractus lub Cumulus fractus, występujące poniżej podstawy chmury opadowej. Mogą tworzyć ciągłą, ciemną i poszarpaną warstwę niskich chmur, niekiedy przylegającą do chmury znajdującej się powyżej, często przysłaniając ją. Są zwiastunami zmiany pogody. Mogą występować przed, podczas i po opadzie. Zazwyczaj towarzyszą chmurom Altostratus, Nimbostratus, Cumulus i Cumulonimbus.